# Ee (digramme)
Cette page contient des caractères spéciaux ou non latins. S’ils s’affichent mal (▯, ?, etc.), consultez la page d’aide Unicode.
Pour les articles homonymes, voir EE.
Ee (minuscule ee) est un digramme de l'alphabet latin composé de deux E.

## Linguistique
- En allemand, le digramme « ee » correspond généralement à [eː].
- En anglais, le digramme « ee » correspond généralement à la diphtongue [ɪə]

## Représentation informatique
Comme la majorité des digrammes, il n'existe aucun encodage de Ee sous un seul signe, il est toujours réalisé en accolant deux E.